# Синдром порожнього гнізда
Синдром порожнього гнізда — це почуття горя та самотності, яке можуть відчувати батьки, коли їхні діти переїжджають із сімейного дому, наприклад, щоб жити самостійно або навчатися в коледжі. Це не клінічний стан.
Оскільки молоді дорослі переїжджають із дому своїх сімей, як правило, є нормальною та здоровою подією, симптоми синдрому порожнього гнізда часто залишаються нерозпізнаними. Це може призвести до депресії та втрати мети для батьків, оскільки відхід їхніх дітей із «гнізда» призводить до коректив у житті батьків. Синдром порожнього гнізда особливо часто зустрічається у матерів, які працюють повний робочий день.

## Симптоми та наслідки

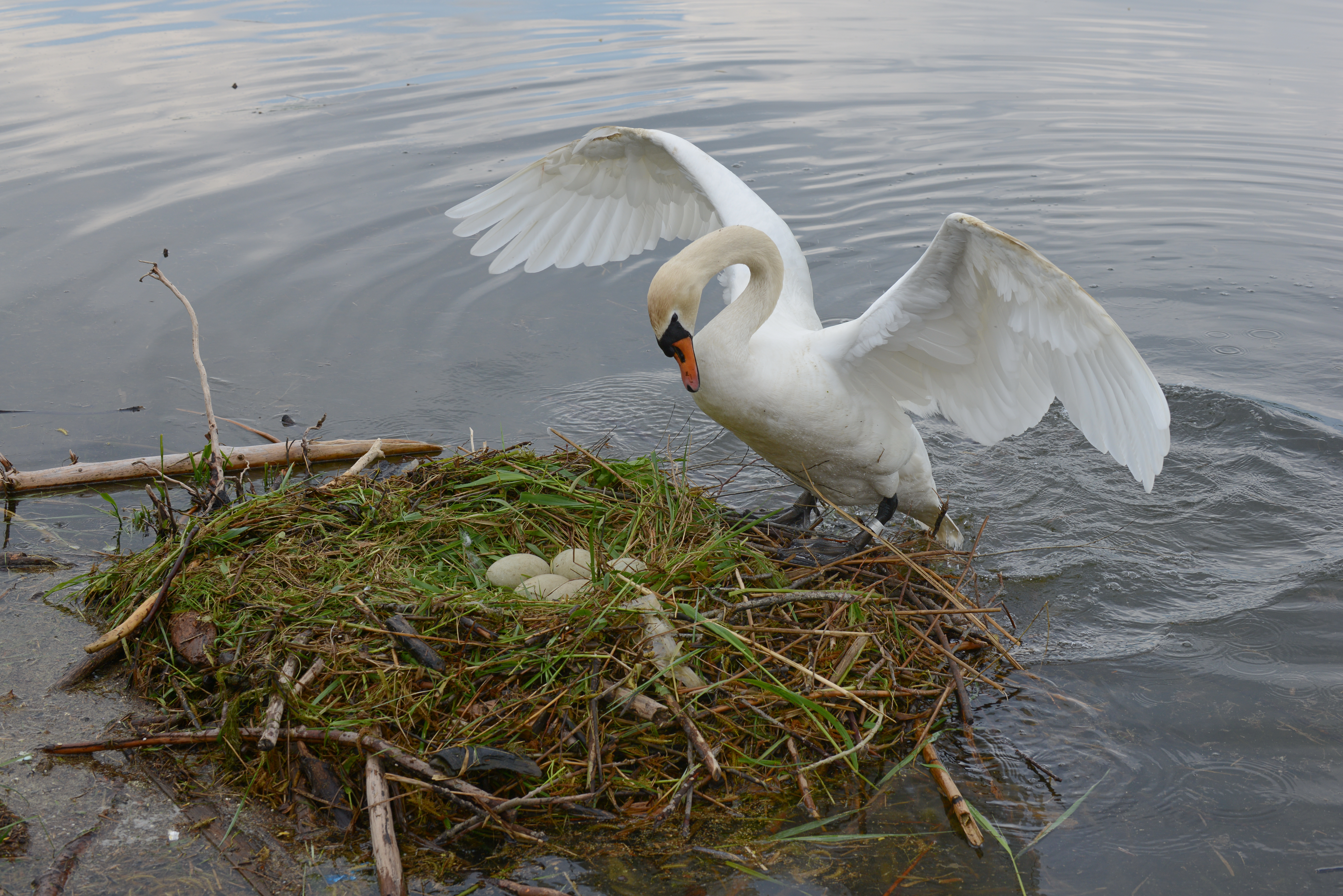
Пташине гніздо, призначене для зберігання яєць, поки вони не вилупляться

Усі батьки сприйнятливі до синдрому порожнього гнізда, хоча деякі фактори можуть створити до нього схильність. До таких факторів належать нестабільний або незадовільний шлюб, самопочуття, що базується переважно на ідентичності батьків, або труднощі з прийняттям змін загалом. Батьки, які працюють повний робочий день (матері чи батьки, які залишаються вдома), можуть бути особливо вразливими до синдрому порожнього гнізда. Дорослі, які також мають справу з іншими стресовими життєвими подіями, такими як смерть подружжя, переїзд або вихід на пенсію, також частіше відчувають синдром.
Симптоми синдрому порожнього гнізда можуть включати депресію, відчуття втрати мети, відчуття відторгнення або занепокоєння, стрес і тривогу за благополуччя дитини. Батьки, які відчувають синдром порожнього гнізда, часто сумніваються, чи належним чином вони підготували свою дитину до самостійного життя.
Багато матерів, часто головних опікунів, частіше, ніж батьки, відчувають синдром порожнього гнізда. Проте дослідження показали, що деякі батьки висловлювали почуття, що вони не були готові до емоційних змін, які виникають, коли їхня дитина покидає дім. Інші висловлювали почуття провини через втрачені можливості брати активну участь у житті своїх дітей до того, як вони покинули дім.
Батьки порожнього гнізда часто стикаються з новими проблемами, такими як встановлення нового типу стосунків зі своїми дітьми, необхідність пошуку інших способів зайняти свій вільний час, відновлення зв'язків один з одним і відсутність співчуття з боку людей, які вірять, що батьки повинні бути щасливими коли їхні діти йдуть з дому.

## Упоратися
Один із найпростіших способів для батьків впоратися з синдромом порожнього гнізда — це підтримувати контакт зі своїми дітьми. Технологічні розробки, такі як мобільні телефони, обмін текстовими повідомленнями та Інтернет, усі вони дозволяють покращити спілкування між батьками та їхніми дітьми. Батьки, які переживають синдром порожнього гнізда, можуть полегшити свій стрес, займаючись власними хобі та інтересами у свій вільний час. Їм може допомогти обговорення свого горя один з одним, друзями, родиною чи фахівцями. Експерти радять перевтомленим батькам вести щоденник або повернутися до роботи, якщо вони були батьками повний робочий день.
Для порожнього гніздувальника важливо усвідомлювати, що те, що він відчуває, є нормальним. Це нормально відчувати певну втрату в собі, коли стаєш порожнім гніздом. Але важливо замінити значущий досвід батьківства іншим значущим досвідом. Що може допомогти знайти значущий досвід, так це скласти список ролей, які людина виконувала у своєму житті, а потім шукати ролі, які можна розширити, щоб додати життю сенс.

## Останні тенденції
Із 2000-х років так зване «покоління бумерангів» — молоді люди, які повертаються жити до своїх батьків — змінило динаміку традиційного явища порожнього гнізда. Такі фактори, як високий рівень безробіття в Сполучених Штатах і обмежені ринки праці, використовувалися для пояснення різкого зростання кількості таких осіб. Дані перепису 2008 року показали, що близько 20 мільйонів людей у віці 18–34 років (34 % цієї вікової групи) жили вдома з батьками. Десятиліттям раніше це робили лише 23 % людей у цій віковій групі.

## У масовій культурі

### Комікси
- Пітер де Віт намалював Het Lege Nest, графічний роман 2011 року про свій особистий досвід із синдромом порожнього гнізда та психологічні поради щодо подолання цих почуттів.[7]

### Фільми
- У «Невиправному Гуфі» Гуфі страждає від синдрому порожнього гнізда після того, як його син Макс йде до коледжу. Під час роботи на конвеєрі для збирання іграшок сум Гуфі призводить до того, що він необережний і врешті-решт призводить до того, що він ненавмисно спричиняє потужний вибух на фабриці, що призводить до того, що Гуфі звільняють з роботи.
- У комп'ютерному анімаційному короткометражному фільмі Pixar «Бао» 2018 року старіюча та самотня китайська мати страждає від синдрому порожнього гнізда, поки не отримує неочікуваного другого шансу стати мат'рю, коли її домашні вареники баоцзи оживають.

### Телевізор
- Порожнє гніздо, американський ситком (1988—1995), розповідає про ситуацію, коли дружина головного героя помирає, а дві його дорослі дочки переїжджають до нього.
- У шоу Netflix Fuller House тітка Беккі, схоже, страждає або від цього, або від дитячої лихоманки, або від обох, після того як її сини-близнюки підуть до коледжу, оскільки вона демонструє надзвичайну прихильність до маленького сина ді-джея Томмі.

## Подальше читання
- Синдром порожнього гнізда (2010). Канал «Краще здоров'я».